# Kendel

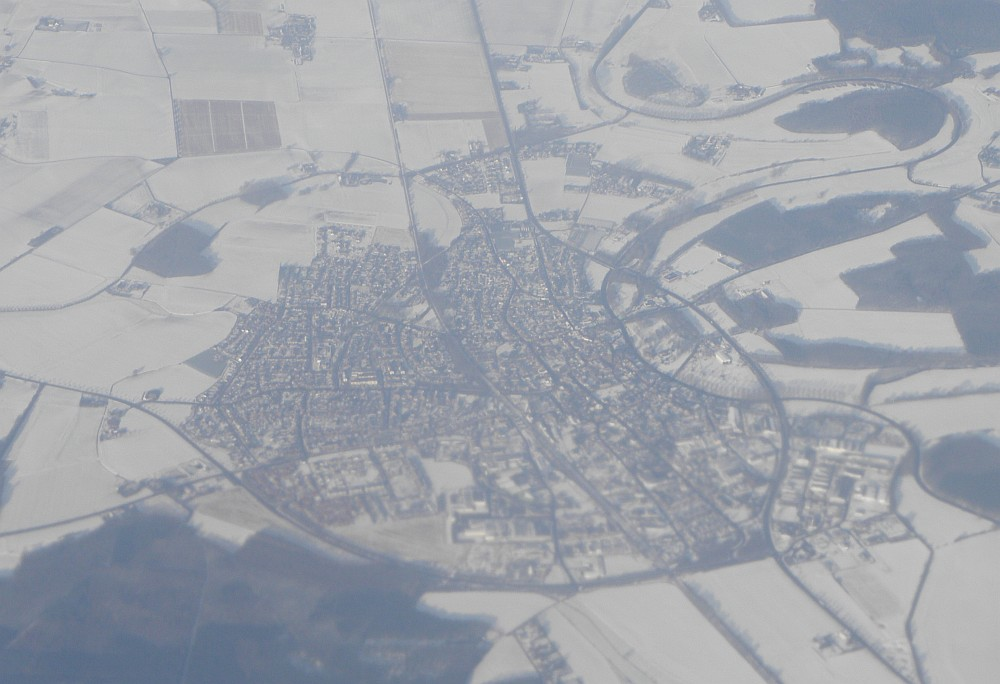
Luftbild von Weeze. Am rechten Bildrand die Niers in einer typischen, mäandrierenden Kendel-Rinne

Als Kendel (von mhd. kandel/kanel/kenel = Röhre, Rinne, Wasserleitung) werden in der Region Niederrhein die gewundenen Niederungen im flachen Gelände bezeichnet, die als Altstromrinnen des stark mäandrierenden und verwilderten Ur-Rheines entstanden sind.
Zusammen mit den von den Rinnen inselartig umschlossenen Geländeerhöhungen, am Niederrhein Donk genannt, bilden die Kendel ein charakteristisches Landschaftselement des niederrheinischen Tieflandes.

## Sprachliche Herkunft und Gebrauch
Die Bezeichnung Kendel ist mit der genannten Bedeutung nur am Niederrhein gebräuchlich. In anderen deutschen Regionen, in denen sich geologisch ähnliche Altstromrinnen finden, werden andere Begriffe verwendet.
Vielfach werden auch die heute in den Kendelrinnen verlaufenden Gewässer als Kendel bezeichnet. Andere am Niederrhein häufiger anzutreffende, regionale Namen für solche Gewässer sind Ley und Fleuth (Flöth, Fluth).
Kendel leitet sich, ähnlich wie das Wort Kanal oder die süddeutsche Bezeichnung Kandel, vom mittellateinischen canna ab, was ursprünglich (Schilf-)Rohr bedeutete. Hieraus wurden mit der Zeit Röhre oder Rohrleitung, sowie auch andere Wasserleitungen, Kanäle und offene Gerinne abgeleitet.
Ursprünglich wurde Kendel mit männlichem grammatische Geschlecht benutzt („der Kendel“); heute ist insbesondere für Fließgewässer die weibliche Form („die Kendel“) gebräuchlicher.

## Entstehung und Morphologie
In der Saale-Eiszeit drang das Inlandeis von Skandinavien bis in die Niederrheinische Tiefebene vor, häufte vor seinem Rand als Stauchendmoräne den Niederrheinischen Höhenzuges auf und drängte den Ur-Rhein nach Westen, in den heutigen Bereich von Niers und Maas, ab.
Nach dem Rückzug des Eises verlagerte sich der Rhein – sehr langsam – wieder zurück nach Osten in Richtung seines heutigen Bettes. Dies geschah verstärkt in Hochwasserschüben, insbesondere in späteren Zwischen-Warmphasen (Interstadialen) und am Ende der Weichsel-/Würm-Kaltzeit. In diesen Zeiten verwandelte sich der Ur-Rhein, vor allem zur Zeit des Frühjahrshochwassers, durch das Schmelzwasser von Gletschern und Schnee aus Alpen und Mittelgebirgen, in einen gewaltigen, reißenden Strom, der das Niederrheinische Tiefland auf einer Breite von mehreren 10 Kilometer überflutete, der große Mengen Sand, Kies und Schottergestein aus dem Gebirgen herabtransportiert und im Flachland als Flussterrassen ablagerte Aufschotterung. Durch das geringe Gefälle und die Sedimentablagerungen begann der Ur-Rhein ab Eintritt in die Niederrheinische Bucht stark zu mäandrieren und „verwilderte“, d. h., er verzweigte sich in eine Vielzahl schlängelnder Arme. Insbesondere bei Hochwasser lagerte der Fluss gröbere Sedimente auf Sand- und Schotterbänken ab, die bei Niedrigwasser wieder trockenfielen. Diese Bänke bildeten inselartige Terrassenplatten, heute als Donk bezeichnet, die sich leicht aus der Niederung herausheben. Die zwischen den Donken liegenden Nebenarme wurden auch bei Niedrigwasser durchströmt und schnitten sich somit etwas tiefer in die Flussterrassen ein. Die Rinnen waren an den Rändern scharf begrenzt, der Höhenunterschied zwischen Kendeln und Donken ist wegen des flachen Geländes aber gering, nur etwa 1 bis 3 Meter.
Mit dem Übergang zur Holozän-Warmzeit, vor etwa 10.000 Jahren, wurden die Hochwasser schwächer, die Ostverlagerung war abgeschlossen und der Rhein fand sein heutiges Bett. Die zahlreichen Nebenarme wurden immer seltener überflutet, irgendwann vom Hauptlauf des Rheines abgetrennt und verlandeten im Laufe des Holozän, vermutlich insbesondere im Atlantikum vor etwa 8.000 bis 4.000 Jahren (also kulturgeschichtlich in der Mittelsteinzeit).
Heute sind die meisten Kendel durch Niedermoore gefüllt und nur noch als gewundene, feuchte Niederung im Gelände erkennbar. Vielfach gibt es im Kendel ein kleineres, graben- oder tümpelartiges Restgewässer. An einigen Stellen sind diese Gewässer, häufig durch Torfabbau, seeartig verbreitert. Durch das flache Gelände weisen die Gewässer kaum Gefälle auf, so dass kaum eine Strömung festzustellen ist (Grenzfall zwischen Still- und Fließgewässer). Die ehemals scharfe Kante zum benachbarten Donk ist an vielen Stellen zu einer flachen Böschung erodiert.
Wegen des feuchten, moorigen Untergrundes und der Anfälligkeit für Überschwemmungen bei Hochwasser werden die Kendelniederungen landwirtschaftlich gar nicht oder nur als Grünland genutzt. Die trockenen, eher sandigen Donke hingegen sind als Ackerland und zur Besiedlung geeignet.

## Verbreitung
Besonders häufig anzutreffen – und auch so bezeichnet – sind Kendel in den Kendel-und-Donken-Landschaften am linken Niederrhein, östlich des Niederrheinischen Höhenzuges, zwischen Krefeld, über Moers, Kamp-Lintfort, Rheinberg, Xanten, Kalkar und Kleve bis nach Nijmegen. Ein prägendes Landschaftselement bilden Kendel-Donken-Systeme auch im Tiefland auf der Westseite des Niederrheinischen Höhenzuges, welches ehemals ebenfalls vom Ur-Rhein durchströmt war, entlang der Niers von Issum über Geldern, Kevelaer und Goch bis zur Maas bei Gennep.
Auch außerhalb der Niederrhein-Region, südlich von Krefeld und im niederländischen Rhein-Maas-Delta westlich des Rhein-Durchbruches am Gelderse Poort bei Nijmegen, gibt es kendelartige Altrheinrinnen, diese werden dort aber nicht mit der regionalen Bezeichnung Kendel benannt.
Neben zahlreichen Beispielen mit anderen Namen (Ley, Fleuth, Bach, Graben, …) sind die folgenden Gewässer auch namentlich als Kendel identifiziert:
- Kendel (GEWKZ[9] 28698), beginnt bei Weeze, mündet nach 25 km in die Niers
- Schwafheimer Bruch-Kendel (GEWKZ 277644), beginnt im Schwafheimer Bruch südlich von Moers, mündet in den Aubruchkanal
- Plankendickskendel, beginnt bei Vluyn, wird zum Anrathskanals (GEWKZ 27766)
- Eyllsche Kendel oder Schwanenbrückskendel (GEWKZ 27766322), beginnt bei Eyll bei Kamp-Lintfort, mündet in die Kleine Goorley
- Littardsche Kendel (GEWKZ 2776852), beginnt am Littard bei Rheurdt, mündet in die Fossa Eugeniana
- Hoerstgener Kendel (GEWKZ 27768742) bei Kamp-Lintfort-Hoerstgen
- St. Huberter Kendel (GEWKZ 286414), bei Kempen-St. Hubert, mündet in die Gelderner Fleuth
- Kendel (GEWKZ 286924), bei Weeze, mündet in den Ottersgraben
- Traarer Kendel, ein Abschnitt des Moersbaches (GEWKZ 27761) bei Krefeld-Traar